# Gunnar Sköld
Alf Gunnar Sköld (Västerås, 24 de setembre de 1894 - Västerås, 24 de juny de 1971) va ser un ciclista suec que va competir durant la dècada del 1920.
El 1924 va prendre part en els Jocs Olímpics d'Estiu de París, on va disputar dues proves del programa de ciclisme. En la contrarellotge per equips, formant equip amb Erik Bohlin i Ragnar Malm, va guanyar la medalla de bronze, mentre en la contrarellotge individual finalitzà en quarta posició. Anteriorment, el 1921, fou el primer Campió del món amateur.
Una vegada retirat va treballar com a tresorer i vicepresident del seu club natal, l'Upsala CK, i va dirigir una botiga d'esports.

## Palmarès
- 1921
  -  Campió del món amateur
  - 1r a la Nordisk Mesterskab, contrarellotge individual
- 1923
  - 1r a la Nordisk Mesterskab, contrarellotge per equips (amb Karl Lundberger i Olle Svensson)
- 1924
  - 1r a Mälaren Runt
  -  Medalla de bronze als Jocs Olímpics de París
- 1925
  - 1r a Mälaren Runt